# Графенауэр, Бого
Бого Графенауэр (слов. Bogo Grafenauer; 16 марта 1916, Любляна — 12 мая 1998, там же) — словенский и югославский историк, редактор, педагог, профессор, доктор наук (1944), академик.

## Биография
Сын историка Ивана Графенауэра.
Изучал историю. Окончил в 1940 году философский факультет Люблянского университета. Во время Второй мировой войны был интернирован в концлагере до капитуляции Италии.
В 1946 году участвовал в работе международной комиссии по установлению границы Югославии с Италией и Австрией.
С 1951 года — профессор университета в Любляне. Вышел на пенсию в 1982 году, стал почётным профессором в 1984 году, продолжал читать лекции до 1987 года.
С марта 1972 года — действительный член Словенской академии наук и искусств (SAZU), в 1975 г. стал членом-корреспондентом Академии наук и искусств Боснии и Герцеговины (ANU BIH), а в 1978 г. — членом Сербской академии наук и искусств (SANU).
С 1947 по 1968 год был редактором исторического журнала «Zgodovinski časopis», в 1968—1974 годах — президентом Словенского исторического общества, в 1974—1978 годах — заведующим кафедрой истории на факультете искусств Люблинского университета.
В 1978—1987 годах был председателем Матицы словенской.
Специалист по истории Словении.
Основные работы учёного посвящены расселению славян на Балканах и в Восточных Альпах, истории Великой Карантании, восстаниям словенских крестьян в XVI-XVIII вв., крестьянскому движению 1848—1849 годов.

## Избранные труды
- Ustoličevanje koroških vojvod in država karantanskih Slovencev, 1952
- Zgodovina slovenskega naroda I—V (5 изданий: 1954, 1955, 1956, 1960, 1962)
- Struktura in tehnika zgodovinske vede (1960, 2 изд. 1972)
- Kmečki upori na Slovenskem, 1962
- Zgodovina slovenskega naroda (2. predelana in dopolnjena izdaja; zvezki I., II. in V., 1964, 1965, 1974)
- Boj za staro pravdo v 15. in 16. stoletju na Slovenskem, 1974
- Zgodovina slovenskega naroda I: Od naselitve do uveljavljenja frankovskega reda (3. изд, 1978)
- Slovensko narodno vprašanje in slovenski zgodovinski položaj (1987)
- Oblikovanje severne slovenske narodnostne meje (1994)
- Karantanija: izbrane razprave in članki (2000)
- Национальное положение в Каринтии. — Любляна : Научный ин-т, Отд-ние по изучению вопроса о границах, 1946. — 39 с., 1 л. карт. : табл.
- Национальное развитие каринтийских словенцев. — Любляна : опубликовал и издал Научный ин-т, Отд-ние по изучению вопроса о границах, 1946. — 92, [1] с. : табл.